# Smitxka
Smitxka (en rus: Смычка) és un poble (un khútor) de l'óblast de Volgograd, a Rússia, segons el cens del 2010 tenia 271 habitants. Pertany al districte municipal de Pal·làssovka.